# Serio
Il Serio [ˈsɛːɾjo] (Sere [ˈsɛɾɛ] in dialetto bergamasco) è un fiume che scorre interamente in Lombardia e attraversa le province di Bergamo e Cremona. Nasce dal Monte Torena e scende verso la pianura formando la val Seriana. Complessivamente è lungo 124 km e si getta nell'Adda in località Boccaserio, frazione di Montodine.

## Origine etimologica
Il nome Serio, antico e probabilmente di epoca preromana, starebbe a significare flusso, corrente, oppure "cammina con l'acqua".. 

Il nome latino del Serio era Sarius. In un documento dell'882 d.C. si legge ancora il nome Sarrio (Tertia pecia ubi dicitur Ad Sarrio apud ipso loco). L'alterazione della a in e, Sar-Ser, è normale per l'influsso della r e risale al Basso Medioevo.
Lo stesso toponimo entra poi in diversa misura nei nomi di alcuni paesi attraversati dal fiume: Val Seriana, Villa di Serio, Fiorano al Serio, Orio al Serio, Seriate, Mornico al Serio, Cologno al Serio. Prende il nome di Serio anche il principale canale derivato da fiume, la Roggia Serio Grande, mentre i canali minori sono denominati seriòle.

## Il corso

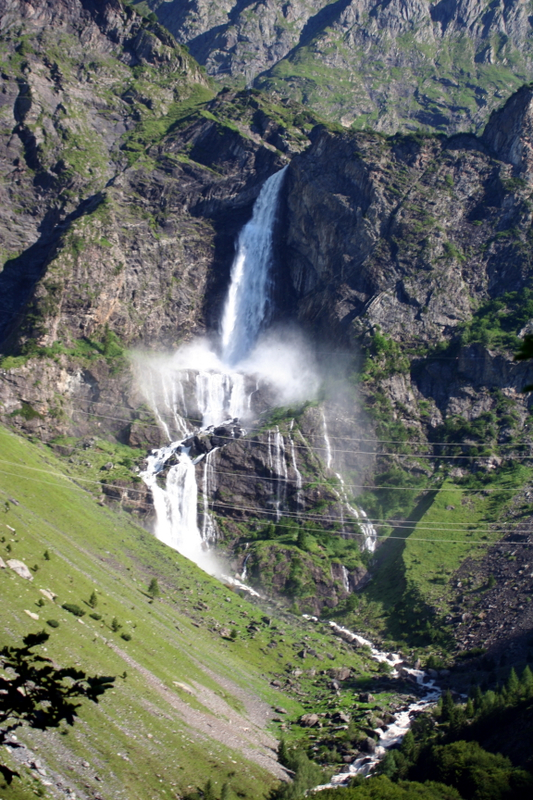
Le cascate del Serio a Valbondione

La sorgente del fiume si trova a circa 2.500 metri di quota in una zona ricca di laghetti e polle chiamata Passo del Serio situata tra il Monte Torena (2.911 m) e il Pizzo del Diavolo della Malgina (2.926 m) nelle Alpi Oròbie bergamasche. È il lago Superiore del Barbellino a raccogliere le acque di diversi torrenti, per poi riversarle in un vero e proprio fiume che percorre le province di Bergamo e Cremona fino all'Adda. Nei primi chilometri del suo percorso forma i laghi del Barbellino (Superiore e Inferiore) e attraversa la località turistica di Valbondione, nel cui territorio sono localizzate le celebri cascate: si tratta di un triplice salto per complessivi 315 metri, il più alto d'Italia e il secondo in Europa.
Nel 1931 nel luogo in cui sorgeva un piccolo lago naturale venne edificata una diga per la produzione di energia elettrica che ha interrotto il corso del fiume. Nel 1969 la diga aprì le sue barriere per far rivivere nuovamente la bellezza delle cascate. Da allora, con un accordo con l'Enel, l'evento viene ripetuto cinque volte nell'arco della stagione estiva. Sulla cascata esiste anche una leggenda popolare tradizionale.
Lungo la Valle Seriana il fiume raccoglie le acque di numerosi affluenti come i torrenti Bondione, Fiume Nero, Sedornia, Goglio, Acqualina, Rino, Ogna, Nossana, Riso, Romna, Vertova, Asnina, Rovaro, Doppia, Albina, Lujo, Vallogna, Carso, Nesa e Gardellone; poi prosegue nella pianura bergamasca e cremasca.

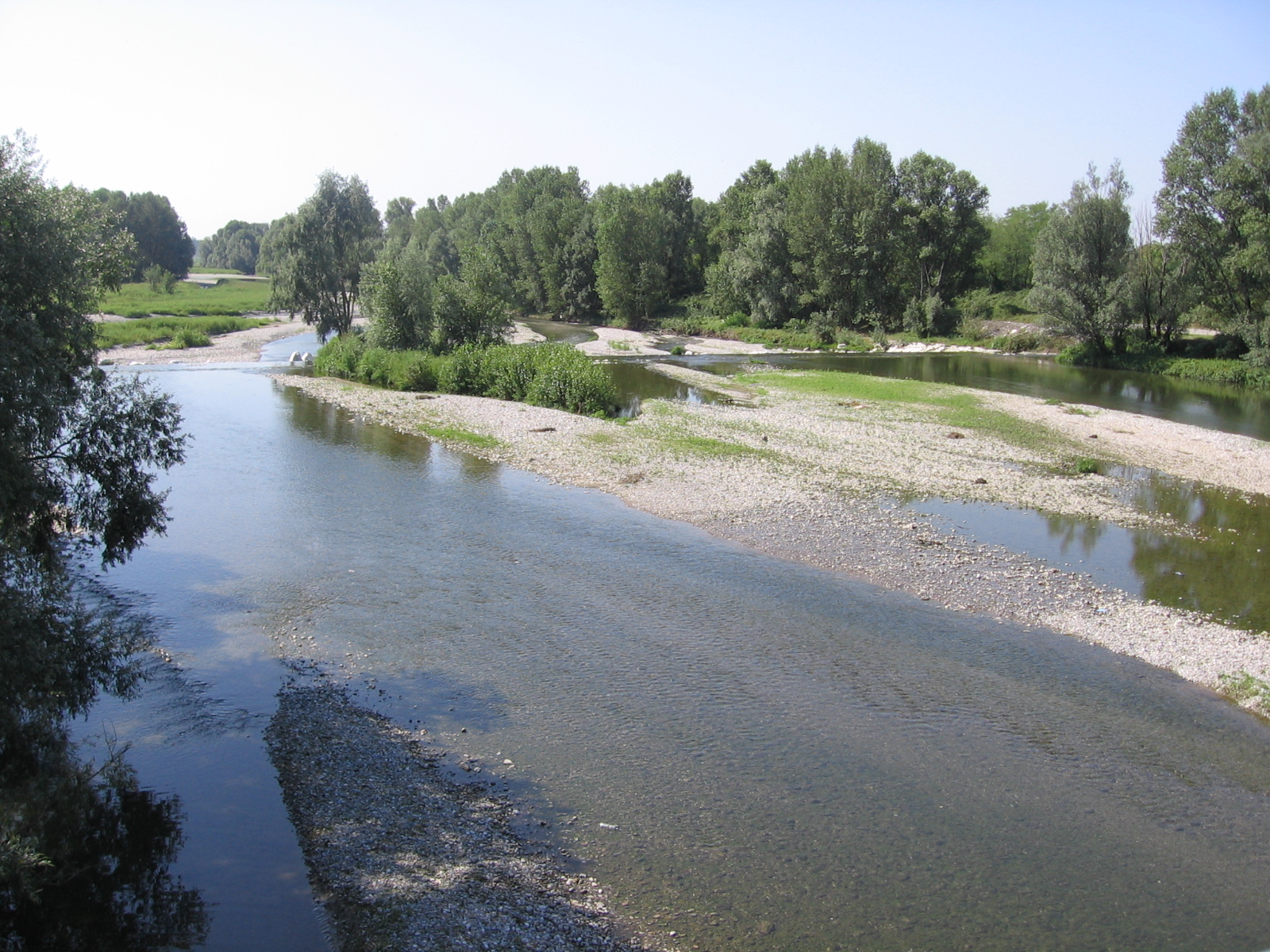
Il Serio tra Ghisalba e Cologno al Serio

Il tratto in pianura del fiume è suddiviso in due parti assai ben distinte: nella parte bergamasca il fiume è caratterizzato da un ampio greto ghiaioso, dovuto all'inabissamento delle acque del fiume.
Poi improvvisamente, all'altezza del ponte della statale 11 a Mozzanica il fiume riemerge ricomponendosi in un alveo meandriforme all'interno di una valle "a cassetta", non molto ampia perché più recente rispetto ad un antico tracciato, ora percorso dal Serio Morto, che portava il fiume a sfociare nell'Adda più a sud, presso Pizzighettone. Questa valle risulta profonda anche 10-12 metri rispetto al livello fondamentale della pianura, in particolar modo nel tratto finale, a sud di Crema.
Nel tratto cremasco vi sono anche i due più importanti ambienti umidi: il primo è protetto dalla Riserva Regionale Palata Menasciutto (tra i comuni di Pianengo e Ricengo) con due rami fluviali morti intersecati dal Serio vivo. Nel comune di Madignano, presso il medievale santuario del Marzale, si trova un'altra ampia lanca privata e visitabile solo su richiesta.
Lungo il basso corso del fiume, da Seriate fino alla confluenza nell'Adda, è stato istituito nel 1985 il parco regionale del Serio con una superficie di 7.750 ettari.

### Le rogge
Il Serio è da secoli protagonista della vita economica di gran parte della provincia di Bergamo grazie ai numerosi canali artificiali che da esso derivano. 
Questi, la cui esistenza è documentata fin dal XII-XIII secolo, hanno prima permesso lo sviluppo agricolo dei territori posti nella pianura a sud del capoluogo orobico, poi la nascita di un importante polo industriale nella valle.

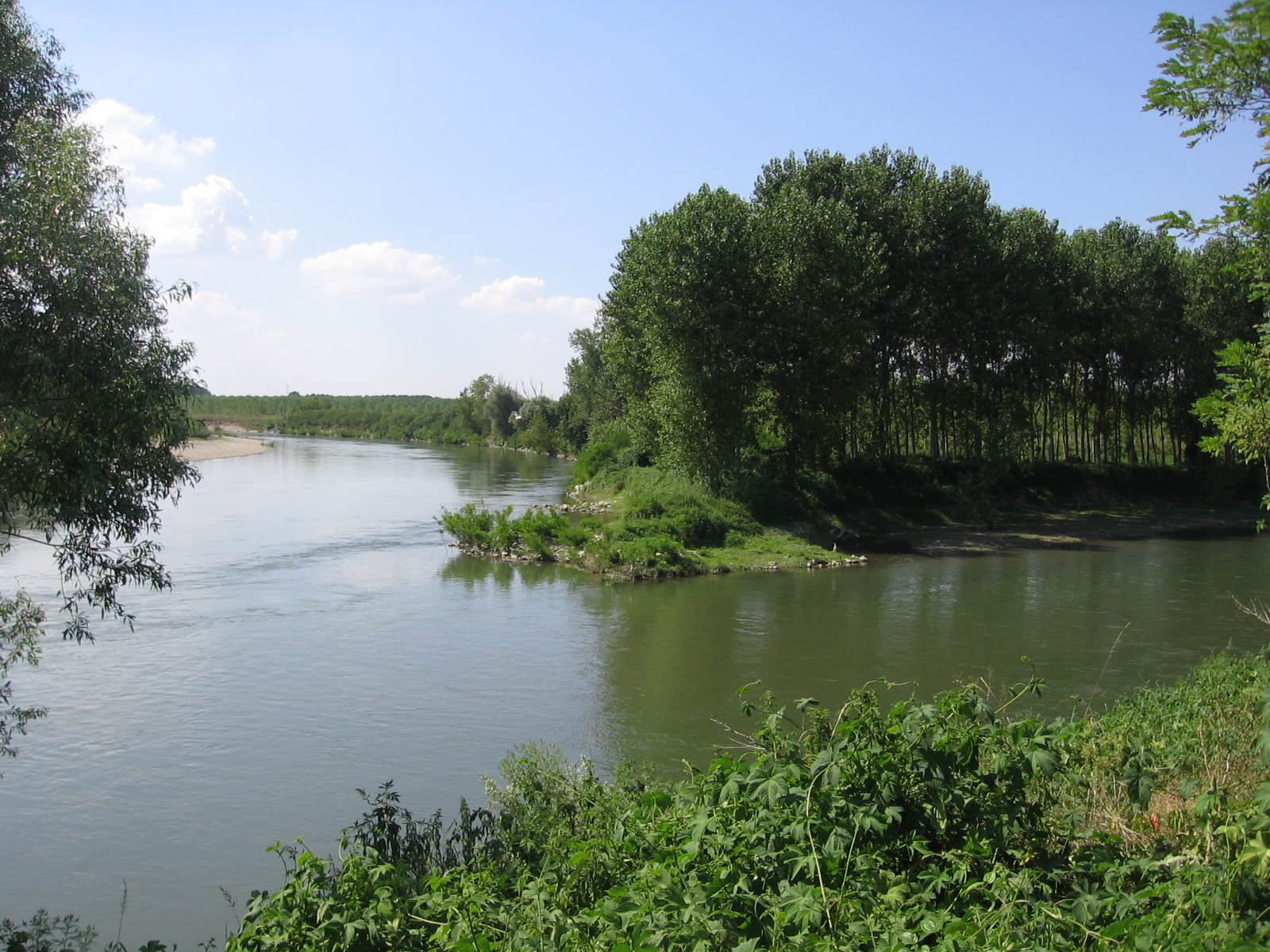
La confluenza del Serio nell'Adda in località Bocca Serio (Montodine)

Le principali motivazioni che hanno spinto le autorità del tempo a scegliere il Serio per la costruzione delle rogge sono da trovarsi nella conformazione della valle stessa, che ha un andamento lineare ed un fondovalle più ampio rispetto alla vicina Val Brembana, e nella portata idrica che garantisce per tutto l'anno un deflusso minimo costante.
Fin dal medioevo quindi le sue acque sono state incanalate verso la pianura bergamasca con opere idrauliche quali le rogge Serio Grande, Morlana e Borgogna che, con le loro diramazioni, contribuirono allo sviluppo agricolo dei possedimenti del comune di Bergamo.
Qualche secolo più tardi, con l'avvento della rivoluzione industriale, i canali artificiali acquisirono ancor più importanza, tanto da aumentare di numero e di portata. Le industrie, che in valle Seriana sorsero in gran numero, sfruttavano la potenza idrica delle condotte per ricavare l'energia necessaria al funzionamento dei macchinari.
Nella parte più a monte della valle vennero create delle apposite condotte presso gli insediamenti industriali, che restituivano completamente al fiume l'intera portata prelevata. Tra questi le principali sono quelle della manifattura Festi Rasini che, tra Ardesio, Piario e Villa d'Ogna si assicura energia per sei siti produttivi e quelle del cotonificio Cantoni con tre complessi industriali presso Ponte Nossa e Casnigo. 
Vi sono numerose altre realtà minori, per lo più cotonifici che, scendendo il corso del fiume fino ad Albino, attingono al corso del fiume per circa una decina di casi.
Da Albino in poi le aziende non sfruttano direttamente il fiume, ma le rogge da esso derivate, già esistenti ed utilizzate in ambito agricolo. Oltre alle sopracitate Roggia Serio Grande, Morlana e Borgogna, vi sono altre rogge che prelevano direttamente dal Serio: la Spini-Trabattoni e la Comenduna ad Albino, la Ponte Perduto a Gorle, la Brusaporto-Patera a Pedrengo, la roggia Vecchia e la roggia comunale a Seriate.
Da queste ne derivano numerose altre che rendono disponibile circa un litro di acqua al secondo per ogni ettaro, raggiungendo un totale di 1.200 chilometri di canali distribuiti su 34 rogge riferibili all'asta fluviale del Serio nella provincia di Bergamo, gestite per la quasi totalità dal Consorzio di bonifica della media pianura bergamasca.
Spostandosi più a sud, in provincia di Cremona, si trovano inoltre la roggia di Castel Gabbiano che attinge presso Mozzanica, la roggia Babbiona a Casale Cremasco, la Roggia Malcontenta in località Palata Malcontenta (Sergnano), la Roggia Menasciutto a Ricengo e la Roggia Borromea a Crema.

## Fauna ittica
Le specie ittiche di questo fiume sono la trota (della varietà fario iridea e marmorata), il salmerino di fonte, il salmerino alpino e il temolo. Dove il Serio si fa più ampio, iniziano a comparire anche diversi ciprinidi come la carpa, il carassio, il barbo, la sanguinerola, la scardola, il cavedano e il vairone. Le fario sono sia selvatiche che di allevamento, mentre le iridea vengono gettate nel fiume soprattutto prima di gare di pesca organizzate. Il salmerino di fonte è raro, mentre quello alpino raggiunge spesso grosse taglie. In diversi affluenti del Serio non è difficile trovare diversi gamberi di fiume.